# Cachaço (Porto Novo)
Cachaço ist ein Dorf auf der Insel Santo Antão, Kap Verde. Der Ort liegt im Zentrum der Insel auf einer Höhe von 619 m und gehört zum Concelho Porto Novo.

## Geographie
Der Ort liegt am Pico do Mato. Er ist bekannt für die Canyons des Cha de Morte.
Weitere Orte desselben Namens befinden sich auf Brava (Cachaço (Brava)) und São Nicolau (Cachaço (São Nicolau)).